# Sybra simalurica
Sybra simalurica är en skalbaggsart som beskrevs av Stefan von Breuning och De Jong 1941. Sybra simalurica ingår i släktet Sybra och familjen långhorningar. Inga underarter finns listade i Catalogue of Life.